# Chen Danqing
Chen Danqing (en xinès tradicional: 陳丹青; en xinès simplificat: 陈丹青; en pinyin: Chén Dānqīng), nascut a Xangai l'11 d'agost de 1953, és un artista, escriptor i crític d'art xinès-americà. Era ben conegut per les seves pintures realistes de tibetans. Chen es va graduar a l'Acadèmia Central de Belles Arts de la Xina. A causa que el seu avi es va mudar a Taiwan amb el govern nacionalista, també tenia ciutadania en la República de la Xina. Es va mudar als Estats Units el 1982, d'on es va fer ciutadà.

## Biografia
En la dècada de 1970, durant la Revolució Cultural, després de graduar-se de l'escola secundària a l'edat de 16 anys, es va veure obligat a anar al camp del sud de Ganzhou, a la província de Jiangxi i Jiangsu. Va començar a aprendre a pintar a l'oli sota la guia del seu mestre a l'escola secundària, i va conèixer a joves artistes com Chen Yifei i Xia Baoyuan.
Més tard, amb l'ajuda de Chen Yifei, es va traslladar als suburbis de Nanquin i es va establir allí. Després va treballar durant vuit anys al país, va formar la seva pròpia pintura i adquirí certa fama.
El 1976, Chen va anar al Tibet, lloc que el va inspirar en els temes de les minories ètniques. Durant aquest període, les seves obres acabades inclouen "Escriure una carta al President Mao Zedong" (una pintura que expressa l'aspiració dels joves a romandre a l'àrea rural), "Llàgrimes inundant els Camps de Tardor", i un nombre de pintures a l'oli i obres de Lianhuanhua sobre el tema de la Guerra Civil xinesa. Conegut dins de la comunitat artística, els seus esbossos van ser imitats pels seus companys i més tard pels estudiosos.
Amb la restauració de l'Examen Nacional d'Accés a l'Educació Superior el 1978, després del final de la Revolució Cultural, Chen Danqing va ser admès al departament de pintures a l'oli de l'Acadèmia Central de Belles Arts de la Xina com a estudiant de postgrau. Es va quedar i va ensenyar a l'escola després de la seva graduació el 1980.
El 1982, Chen es va mudar a la ciutat de Nova York, Estats Units, per ser un pintor professional. A principis dels anys vuitanta, Chen va pintar a l'estil socialista realista i va ser descrit pel govern com el pintor a l'oli més talentós de la Xina. Començant amb la seva sèrie de pintures sobre els tibetans a mitjans de la dècada de 1980, Chen va començar a perdre suport oficial per al seu treball. Chen va ser representat exclusivament per Wally Findlay Galleries a Nova York, Palm Beach, Beverly Hills i París. Influenciat per Jean-François Millet, la seva sèrie "Tibetan Paintings" va tenir una tremenda influència en el moviment de pintura nativa de la terra. Aquesta nova obra parteix de la grandària de la seva pintura socialista realista anterior en favor de l'estil i escala íntims dels naturalistes francesos del segle xix. Va retratar als tibetans d'una manera digna i franca, evitant les representacions condescendents de les minories ètniques comunes en aquest moment. El treball posterior de Chen va conservar les qualitats nítides i realistes de la sèrie tibetana, i sovint s'ha centrat en retrats de dones joves.
Chen va tornar a la Xina l'any 2000 com a professor en l'Acadèmia de Belles Arts de la Universitat Tsinghua, i com a supervisor de doctorats. Viu a Beijing des d'aleshores.
L'octubre de 2004, a causa de la seva insatisfacció amb el sistema d'inscripció, va renunciar a l'Acadèmia Tsinghua.
Chen ha publicat assajos "New York Suo ji (2000)", "Chen Music Notes (2002)", "The Extra Material (2003)", "Step Backwards Set (2004), "Collection of Serial on the Back (2007), "Waste Collection (2009)" sobre educació i problemes urbans. Chen va participar en la cerimònia d'obertura dels Jocs Olímpics de Beijing 2008 amb la planificació, el disseny i la creació de prosa escrita en el llibre de zhang.